# Eviota
Eviota é um género de peixe da família Gobiidae e da ordem Perciformes, com distribuição do Japão à Austrália e ilhas do Índico e do Pacífico.

## Espécies
Há presentemente estas espécies reconhecidas neste género
- Eviota abax (D. S. Jordan & Snyder, 1901)
- Eviota afelei D. S. Jordan & Seale, 1906 (Afele's fringefin goby)
- Eviota albolineata S. L. Jewett & Lachner, 1983 (spotted fringefin goby)
- Eviota ancora D. W. Greenfield & T. Suzuki, 2011[6]
- Eviota atriventris D. W. Greenfield & T. Suzuki, 2012 (blackbelly dwarfgoby)
- Eviota bifasciata Lachner & Karnella, 1980 (twostripe eviota)
- Eviota bimaculata Lachner & Karnella, 1980 (twospot fringedfin goby)
- Eviota cometa S. L. Jewett & Lachner, 1983 (comet eviota)
- Eviota deminuta Tornabene, Ahmadia & J. T. Williams, 2013[4]
- Eviota disrupta Karnella & Lachner, 1981
- Eviota distigma D. S. Jordan & Seale, 1906 (distigma eviota)
- Eviota dorsimaculata Tornabene, Ahmadia & J. T. Williams, 2013[4]
- Eviota dorsogilva D. W. Greenfield & J. E. Randall, 2011 (creamback dwarfgoby)
- Eviota dorsopurpurea D. W. Greenfield & J. E. Randall, 2011 (purple dwarfgoby)
- Eviota epiphanes O. P. Jenkins 1903
- Eviota fallax D. W. Greenfield & G. R. Allen, 2012 (twin dwarfgoby)
- Eviota fasciola Karnella & Lachner, 1981 (barred eviota)
- Eviota guttata Lachner & Karnella, 1978
- Eviota herrei D. S. Jordan & Seale, 1906 (Herre's eviota)
- Eviota hinanoae Tornabene, Ahmadia & J. T. Williams, 2013[4]
- Eviota hoesei A. C. Gill & S. L. Jewett, 2004 (Doug's eviota)
- Eviota indica Lachner & Karnella, 1980
- Eviota infulata (J. L. B. Smith, 1957) (shouldermark eviota)
- Eviota inutilis Whitley, 1943 (chestspot eviota)
- Eviota irrasa Karnella & Lachner, 1981
- Eviota japonica S. L. Jewett & Lachner, 1983
- Eviota jewettae D. W. Greenfield & R. Winterbottom, 2012 (Jewett’s dwarfgoby)
- Eviota karaspila D. W. Greenfield & J. E. Randall, 2010[7]
- Eviota kermadecensis Hoese & A. L. Stewart, 2012[8]
- Eviota korechika Shibukawa & T. Suzuki, 2005
- Eviota lachdeberei Giltay, 1933 (redlight eviota)
- Eviota lacrimae Sunobe, 1988
- Eviota lacrimosa Tornabene, Ahmadia & J. T. Williams, 2013[4]
- Eviota latifasciata S. L. Jewett & Lachner, 1983
- Eviota masudai Matsuura & Senou, 2006
- Eviota melasma Lachner & Karnella, 1980 (headspot eviota)
- Eviota mikiae G. R. Allen, 2001 (white-line dwarfgoby)
- Eviota monostigma Fourmanoir, 1971 (singlespot eviota)
- Eviota natalis G. R. Allen, 2007 (Christmas dwarfgoby)
- Eviota nebulosa J. L. B. Smith, 1958 (palespot eviota)
- Eviota nigramembrana D. W. Greenfield & T. Suzuki, 2013 (blackbar dwarfgoby)
- Eviota nigripinna Lachner & Karnella, 1980
- Eviota nigrispina D. W. Greenfield & T. Suzuki, 2010[9]
- Eviota nigriventris Giltay, 1933 (blackbelly goby)
- Eviota notata D. W. Greenfield & S. L. Jewett, 2012 (barhead dwarfgoby)
- Eviota ocellifer Shibukawa & T. Suzuki, 2005
- Eviota pamae G. R. Allen, W. M. Brooks & Erdmann, 2013[3]
- Eviota pardalota Lachner & Karnella, 1978 (leopard dwarfgoby)
- Eviota partimacula J. E. Randall, 2008
- Eviota pellucida Larson, 1976
- Eviota pinocchioi D. W. Greenfield & R. Winterbottom, 2012 (Pinocchio dwarfgoby)
- Eviota prasina (Klunzinger, 1871) (green bubble goby)
- Eviota prasites D. S. Jordan & Seale, 1906 (hairfin eviota)
- Eviota pseudostigma Lachner & Karnella, 1980
- Eviota punctulata S. L. Jewett & Lachner, 1983 (finespot eviota)
- Eviota queenslandica Whitley, 1932 (Queensland dwarfgoby)
- Eviota raja G. R. Allen, 2001 (king dwarfgoby)
- Eviota randalli D. W. Greenfield, 2009
- Eviota readerae A. C. Gill & S. L. Jewett, 2004
- Eviota rubriceps D. W. Greenfield & S. L. Jewett, 2011 (red-headed dwarfgoby)
- Eviota rubriguttata D. W. Greenfield & T. Suzuki, 2011[6]
- Eviota rubrisparsa D. W. Greenfield & J. E. Randall, 2010 (redspeckled dwarfgoby)
- Eviota saipanensis Fowler, 1945
- Eviota santanai D. W. Greenfield & Erdmann, 2013[5]
- Eviota sebreei D. S. Jordan & Seale, 1906 (Sebree's dwarfgoby)
- Eviota shimadai D. W. Greenfield & J. E. Randall, 2010 (Shimada's dwarfgoby)
- Eviota sigillata S. L. Jewett & Lachner, 1983 (adorned dwarfgoby)
- Eviota smaragdus D. S. Jordan & Seale, 1906 (Smaragdus pygmy goby)
- Eviota sparsa S. L. Jewett & Lachner, 1983
- Eviota spilota Lachner & Karnella, 1980
- Eviota springeri D. W. Greenfield & S. L. Jewett, 2012 (Springer's dwarfgoby)
- Eviota storthynx (Rofen, 1959) (storthynx dwarfgoby)
- Eviota susanae D. W. Greenfield & J. E. Randall, 1999
- Eviota tigrina D. W. Greenfield & J. E. Randall, 2008
- Eviota toshiyuki D. W. Greenfield & J. E. Randall, 2010
- Eviota variola Lachner & Karnella, 1980
- Eviota winterbottomi D. W. Greenfield & J. E. Randall, 2010 (duskybar dwarfgoby)
- Eviota zebrina Lachner & Karnella, 1978 (zebra dwarfgoby)
- Eviota zonura D. S. Jordan & Seale, 1906 (naked-headed goby)